# Maurice Frankenhuis
Maurice Frankenhuis (24 de fevereiro de 1894 - 22 de setembro de 1969) foi um empresário judeu holandês, historiador, pesquisador, autor, colecionador, numismata, sobrevivente do Holocausto e filantropo.
Frankenhuis documentou a história da Primeira e da Segunda Guerra Mundial através das experiências de sua família na Holanda, e subsequente detenção em dois campos de concentração. Durante toda esta penosa experiência formou uma coleção de memorabilia e escreveu um relato em primeira pessoa sobre o Holocausto dos judeus holandeses.
Dedicou-se a ensinar sobre o Holocausto e a preservar um registro histórico para as futuras gerações, doando suas coleções de medalhas e pôsteres para vários museus ao redor do mundo, e escrevendo suas memórias pessoais, observações e comentários no pós-guerra.

## Família e Antecedentes
Maurits Frankenhuis nasceu em Burgsteinfurt, na Alemanha, em 24 de fevereiro de 1894, como cidadão holandês. Seus pais e avós eram cidadãos holandeses, o que, pela lei, o tornava cidadão holandês.
Em 1900 a família se mudou para Enschede, na Holanda. Em 1912 passaram seis meses em Manchester, na Inglaterra, para aprender inglês e expandir os negócios algodoeiros da família. Ele voltou para Inglaterra em 1915, mas em seguida foi mandado de volta para Holanda com outros estrangeiros expulsos durante a Primeira Guerra Mundial. Em 1925, se casou com Hertha de Vries.
Frankenhuis foi um dos vários fabricantes têxteis que apoiaram a comunidade judaica de Enschede. Em 1929, mudou-se de Enschede para Haia, atrás da linha de água holandesa. Em 14 de maio de 1940, quatro dias depois da invasão nazista da Holanda, a família tentou fugir do país às pressas, mas não conseguiu.
Em 23 de julho de 1942, a data judaica do Tisha B'Av, a família se confinou num esconderijo em Amsterdã, mas foram traídos e detidos em 28 de março de 1944. Foram presos em Scheveningen e enviados para o campo de concentração de Westerbork, em 20 de abril de 1944. No início de setembro, a família foi deportada, em vagões de gado, para o campo de concentração do gueto de Theresienstadt, onde foram mantidos presos até 6 de junho de 1945.
Frankenhuis imigrou para os Estados Unidos em 1948, e mudou seu primeiro nome de Maurits para Maurice quando recebeu a cidadania americana. Residia em Nova York e morreu no feriado de Yom Kippur, em 22 de setembro de 1969. Maurice e sua esposa Hertha tiveram duas filhas, Julia e Bertie.

## Interesses e Exposições de Coleção
Desde seus primeiros anos, Maurice Frankenhuis colecionava memorabilia, moedas, medalhas, cartazes, documentos e autógrafos. Como sócio da empresa algodoeira K. Frankenhuis & Son, na Holanda, frequentemente viajava à países europeus, tendo a oportunidade de adicionar memorabilias historicamente importantes à sua coleção.
Exposições de suas coleções de medalhas e pôsteres foram exibidas entre 1918 e 1940 na Holanda, Inglaterra, França e Áustria, atraindo o interesse de visitantes e dignitários, incluindo embaixadores da Inglaterra e dos Estados Unidos. Entre suas exposições estavam:

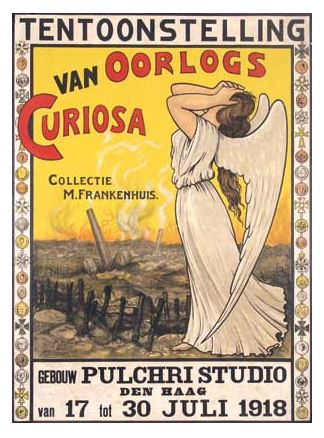
Um cartaz anunciando uma das exposições de Maurice Frankenhuis após a Primeira Guerra Mundial.

- Amsterdã, Holanda no "Odeon", 24 de abril a 7 de maio de 1918.
- Haia, Holanda, no "Pulchri Studio", 17 a 30 de julho de 1918.
- Manchester, Inglaterra, no Houldsworth Hall, de 9 a 20 de novembro de 1920, como ajuda a St. Dunstan (soldados e marinheiros cegos).[5][6]
- Paris, França, no Chateau de Vincennes em 1924, recebeu a Ordem do “Officier de l'Instruction Publique de France” pelo então presidente Raymond Poincaré.[5]
- Viena, Áustria, no Edifício do Governo em 1925, recebeu a Ordem de "Offizierkreuz des Ordens fuer Verdienste urn die Republik Oesterreich", do Dr. Iquaz Seipel, presidente da República da Áustria.[5]
- Enschede, Holanda, 16 a 24 de junho de 1928.
- "Asiel", Enschede, 20 a 30 de abril de 1929 e em outras cidades da Holanda - Medalha concedida da Instituição Holandesa para a Proteção dos Animais. A Rainha Mãe Emma, da Holanda, o condecorou com uma medalha de prata em 1928, em reconhecimento às suas exibições de interesse público.[1][5]
- Enschede, "Zevenmijls", junho de 1930.
- Haia, Holanda, no "Ridderzaal", Knights Hall, março de 1930.

Em 1933, em Haia, Frankenhuis recebeu uma condecoração por sua coleção de fotografias, gravuras, medalhas, moedas, cartazes, manuscritos e outros itens pertencentes ao fundador da Casa de Orange, Guilherme, o Silencioso, e seus descendentes que governaram a Holanda, incluindo a princesa Juliana (mais tarde rainha Juliana), nascida em 30 de abril de 1909.

## Coletando durante a Primeira Guerra Mundial
Entre os anos de 1914 e 1918 da Primeira Guerra Mundial, como cidadão da Holanda neutra, Frankenhuis conseguiu obter muitas medalhas dos países beligerantes, da Alemanha e dos Aliados.
Em 1919, publicou seu catálogo de medalhas e placas relativas à Primeira Guerra Mundial (1914-1919) em três idiomas (inglês, holandês e francês), detalhando sua coleção de medalhas, tida como a maior existente. Até hoje é uma valiosa obra de referência para numismatas e historiadores.
Após a guerra, ele pretendia retornar à Inglaterra, mas os estrangeiros ainda tinham a entrada proibida no país. Por meio dos esforços do embaixador Sir Walter Townley, visitante das exposições de Frankenhuis, o governo britânico deu atenção especial ao pedido e permitiu sua entrada em troca da doação de suas medalhas da Primeira Guerra Mundial ao Museu Britânico, consideradas de valor nacional.
Uma carta de George Francis Hill, responsável pelo departamento de moedas e medalhas do Museu Britânico, concedeu a Frankenhuis uma oportunidade: “em circunstâncias normais, o Secretário de Estado não estaria preparado para permitir que você retornasse por razões comerciais, mas se sua oferta de medalhas de guerra foi considerada pelos curadores do Museu Britânico como de valor para a nação, ele não colocará obstáculos para seu retorno.

## Ascensão do Nazismo e Segunda Guerra Mundial
Frankenhuis acompanhou os acontecimentos na Europa e a ascensão de Adolf Hitler e do Partido Nazista durante a década de 1930. Tendo sido neutra durante a Primeira Guerra Mundial, os judeus holandeses pensaram que o país não se tornaria alvo da Alemanha nazista quando a Segunda Guerra Mundial começou, em setembro de 1939.
Após a invasão nazista da Holanda, em 10 de maio de 1940, Frankenhuis e sua família foram presos. As tentativas de emigrar para os Estados Unidos ou Inglaterra não obtiveram sucesso. Pouco depois da invasão os negócios da família foram confiscados pelos alemães. Quando as autoridades da ocupação se apropriaram dos ativos financeiros e itens pessoais de valor dos judeus para o esforço de guerra, Frankenhuis já havia iniciado os preparativos para esconder alguns de seus objetos de valor, incluindo suas coleções.
Quando soube que seria enviado para um campo de concentração, Frankenhuis levou sua família para um esconderijo com uma família holandesa em Haia, em 23 de julho de 1942.
Eles permaneceram escondidos por 21 meses, até serem traídos por um informante, presos e enviados a Scheveningen. A família foi transferida para o campo de trânsito de Westerbork, na Holanda, em 20 de abril de 1944, e em seguida deportada para o campo de concentração de Theresienstadt, na Tchecoslováquia, em 6 de setembro de 1944.
Durante todo o calvário escreveu um diário secreto, usando sua própria metodologia criativa de codificação, onde afirmou que "ninguém, nem mesmo o FBI, a Scotland Yard ou qualquer outra instituição de espionagem seria capaz de saber o que foi escrito". Após a guerra, Frankenhuis demorou dois anos para decodificar seu diário para o holandês.
Após a libertação do campo de concentração de Theresienstadt pelo exército soviético ele voltou com sua família para a Holanda, em 27 de junho de 1945. Foram uma das poucas famílias judias a sobreviverem como unidade. Da população de 140.000 judeus holandeses antes da guerra, 80% dos cidadãos judeus foram assassinados nos campos de concentração alemães, a maior parte deles em países da Europa Ocidental. A família imigrou para Nova York e tornou-se oficialmente cidadã dos Estados Unidos em 1948.

## Documentação e entrevistas

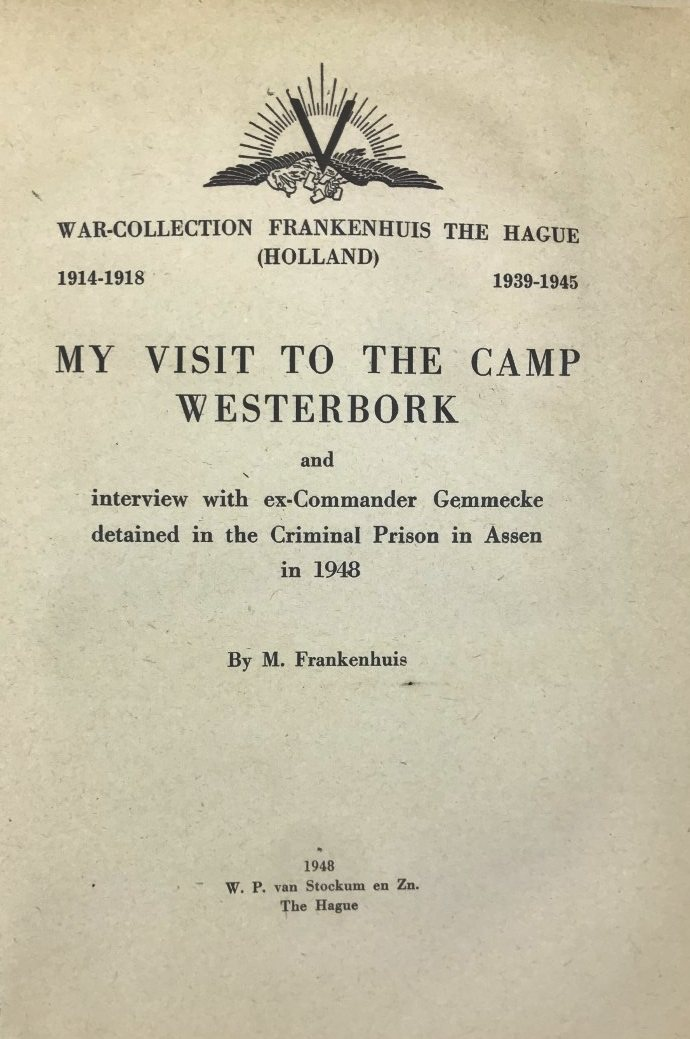
Entrevista de Frankenhuis com Albert Konrad Gemmeker, ex-comandante de Westerbork.

Frankenhuis continuou acompanhando os desdobramentos relacionados à Segunda Guerra Mundial no período pós-guerra, fazendo viagens pela Europa, reunindo e documentando informações, e participando dos julgamentos de crimes de guerra. Ele compartilhou seus relatórios com instituições de todo o mundo, incluindo a Biblioteca Wiener e o Instituto de Pesquisa Judaica (YIVO).
Em 1948 ele voltou ao campo de concentração de Westerbork para entrevistar o comandante Albert Konrad Gemmeker e sua amante. Publicado em holandês e inglês, esta foi a única entrevista concedida por Gemmeker antes da sua sentença, enquanto estava detido.
Um docudrama de meia hora, baseado na entrevista autopublicada de Frankenhuis com o comandante de Westerbork, Gemmeker, estreou no Westerbork Camp Remembrance Center, em 13 de setembro de 2019, exatamente 75 anos após o último transporte do campo. A data de lançamento do filme foi 4 de maio de 2020, o Dia da Memória na Holanda.
Em 1961, Frankenhuis forneceu informações à promotoria no julgamento de Adolf Eichmann. Em janeiro de 1965, no Plaza Hotel em Nova York, entrevistou o príncipe Louis Ferdinand. Frankenhuis conheceu seu pai, o segundo filho do príncipe herdeiro da Alemanha, e trocou cartas com seu avô, Kaiser Guilherme II. Frankenhuis se correspondia com líderes de Estado e religiosos, dignitários, autores e celebridades na Europa e na América, acrescentando seus comentários pessoais e apoiando dados factuais em resposta a eventos e analises publicadas em notícias mundiais.
Páginas do diário de Frankenhuis, escritas em Theresienstadt, foram incluídas na obra de H. G. Adler sobre o campo de concentração. Adler escreveu: "Este diário profundamente detalhado do autor, que veio de Westerbork para Theresienstadt em 6 de setembro de 1944, fornece informações abundantes sobre a vida cotidiana no campo durante seu período de degradação."
Frankenhuis também contribuiu com fotografias da época da Segunda Guerra Mundial, oriundas de sua coleção, para o livro da historiadora Nora Levin, publicado em 1968: The Holocaust: The Destruction of European Jewry, 1933–1945.

## Doações para Museus
Em 1939 e 1940, Frankenhuis serviu como correspondente e representante do Museu Oranje Nassau, em Haia, além de doar medalhas, gravuras, autógrafos, cartas e manuscritos, que estão guardados no Museu.
Partes das coleções de pôsteres, moedas e medalhas da Primeira e da Segunda Guerra Mundial foram guardadas durante os períodos de conflito sob um nome falso em um depósito alfandegário. Frankenhuis doou uma parte substancial de suas coleções a museus, tida como “evidência viva” que maximiza o valor memorial desses artefatos de sua época.
Após a Primeira Guerra Mundial, Frankenhuis doou quase 600 medalhas ao Museu Britânico. Com a criação do Estado de Israel, em 1948, ele doou aproximadamente 2.000 medalhas da Primeira e Segunda Guerra Mundial ao Pavilhão Numismático Kadman, do Museu Haaretz em Tel Aviv. Suas doações geraram a exposição especial, "Os cinco anos da ocupação nazista na Europa".
Em 1965, Frankenhuis documentou e doou a moeda do gueto de Lodz (Litzmannstadt) para o Museu Judaico de Nova York. O dinheiro do gueto de Litzmannstadt, nos valores nominais de 5, 10 e 20 marcos, foi descrito e pesquisado pela primeira vez por Frankenhuis. Doações de numismática e outros materiais foram feitas a outros museus, incluindo a American-Israel Cultural Foundation, em Nova York.
Após a morte de Frankenhuis, seus dois netos, Joseph e Aaron Oppenheim, doaram 5.000 pôsteres da Primeira Guerra Mundial para a Biblioteca de Livros Raros e Manuscritos da Universidade de Columbia, em Nova York, em 1974.

## Homenagem à Medalha dos Seis Milhões de Mártires
Em 1967, Frankenhuis encomendou o medalhão “Tributo aos Seis Milhões de Mártires”, esculpido pela artista americana Elizabeth N. Weistrop e cunhada pela Medallic Art Co. A medalha mostra uma mãe judia segurando suas duas filhas, com a Estrela de Davi costurada em sua roupa. Ao fundo, outros são carregados em um vagão de transporte de gado, vigiados por guardas nazistas, para um destino desconhecido. No reverso, a sobrevivência é simbolizada por um toco de árvore com novos ramos crescendo e a inscrição: “COLEÇÃO FRANKENHUIS 1914 – 1918, 1939 – 1945. APESAR DAS FORÇAS DA DESTRUIÇÃO MAURICE FRANKENHUIS GRAVOU CUIDADOSAMENTE A HISTÓRIA DAS DUAS GUERRAS MUNDIAIS EM SUA COLEÇÃO”. Ele apresentou sua medalha a instituições, líderes mundiais, indivíduos e gentios justos.

## Atividades Numismáticas
Em 1967, Frankenhuis foi um dos fundadores da American Israel Numismatic Association (AINA). Ele expôs suas medalhas da Segunda Guerra Mundial em mostras de moedas em Nova York, em 1967 e 1968. A assinatura de Frankenhuis apareceu em uma série de artigos da Coin World, escrevendo a história da Segunda Guerra Mundial por meio de símbolos e medalhas.

## Exposições do centenário da Primeira Guerra Mundial
Exposições de itens de suas coleções, referentes à Primeira Guerra Mundial, foram realizadas durante os anos do centenário do conflito, entre 2014 a 2018.
- O Museu Britânico preparou uma exposição especial em 2014 exibindo várias medalhas da Coleção Frankenhuis, doadas entre 1918 e 1920, sob o título: “O outro lado da medalha: como a Alemanha viu a Primeira Guerra Mundial”.
- A Biblioteca de Livros Raros e Manuscritos da Universidade de Columbia realizou a exposição “The European Home Front in WWI: Posters from the Frankenhuis Collection", em 2014.[22]
- O Pavilhão Numismático Kadman, do Museu Haaretz, em Tel Aviv, abriu uma exposição permanente, em 2017, com itens selecionados de vasta contribuição de Frankenhuis para o museu, em 1961. A exposição foi descrita pelo curador como “uma importante e rara coleção de medalhas e medalhões feitos durante a guerra pelas potências combatentes, desenhados pelos melhores artistas que viveram e trabalharam na Europa durante a Primeira Guerra Mundial”.[23]

## Ligações Externas
- Media relacionados com Maurice Frankenhuis no Wikimedia Commons.
- The Frankenhuis Collection.